# Campeonato Africano de Atletismo
El Campeonato Africano de Atletismo es la máxima competición de atletismo existente a nivel continental. Se celebra desde el año 1979, la organización del evento corre a cargo de la Confederación Africana de Atletismo (CAA) y actualmente se realiza cada dos años (los años pares).

## Ediciones celebradas
| N.º   | Año  | Ciudad sede        | País                |
| ----- | ---- | ------------------ | ------------------- |
| I     | 1979 | Dakar              | Senegal             |
| II    | 1982 | El Cairo           | Egipto              |
| III   | 1984 | Rabat              | Marruecos           |
| IV    | 1985 | El Cairo           | Egipto              |
| V     | 1988 | Annaba             | Argelia             |
| VI    | 1989 | Lagos              | Nigeria             |
| VII   | 1990 | El Cairo           | Egipto              |
| VIII  | 1992 | Belle Vue Mauricia | Mauricio            |
| IX    | 1993 | Durban             | Sudáfrica           |
| X     | 1996 | Yaundé             | Camerún             |
| XI    | 1998 | Dakar              | Senegal             |
| XII   | 2000 | Argel              | Argelia             |
| XIII  | 2002 | Túnez / Radès      | Túnez               |
| XIV   | 2004 | Brazzaville        | República del Congo |
| XV    | 2006 | Bambous            | Mauricio            |
| XVI   | 2008 | Addis Abeba        | Etiopía             |
| XVII  | 2010 | Nairobi            | Kenia               |
| XVIII | 2012 | Porto Novo         | Benín               |
| XIX   | 2014 | Marrakech          | Marruecos           |
| XX    | 2016 | Durban             | Sudáfrica           |
| XXI   | 2018 | Asaba              | Nigeria             |
| XXII  | 2020 | Argel              | Argelia             |

## Lista de campeones
Anexo:Campeones de África de atletismo